# Baglan (Stadt)
Baglan (auch Baghlan; Paschtu/Dari: بغلان, DMG Baġlān) ist eine Stadt im Norden Afghanistans.
Die Stadt besteht aus drei Ortsteilen entlang der Asphaltstraße zwischen Pol-e Chomri und Kundus: Baghlan-e Kohna (persisch بغلان كهنه, DMG Baġlān-e Kohna, ‚Alt-Baghlan‘) im Norden, Baghlan-e Jadid (بغلان جديد, DMG Baġlān-e Ǧadīd, ‚Neu-Baghlan‘) in der Mitte und Fabrica im Süden. Sie ist bedeutendste Stadt und Namensgeber der gleichnamigen Provinz Baglan im Nordosten des zentralasiatischen Landes. Hauptstadt der Provinz ist jedoch Pol-e Chomri. Die Stadt liegt etwa 60 km südlich der Stadt Kundus im Tal des Flusses Kundus. Die Einwohnerzahl der Stadt beträgt 83.490 (Stand: 2022).
Im Umland von Baglan werden hauptsächlich Zuckerrüben und Baumwolle angebaut. Beim Aufbau der New Baghlan Sugar Company Ltd. beteiligte sich das deutsche Saatgutunternehmen KWS Saat. Das Bundesministerium für wirtschaftliche Zusammenarbeit und Entwicklung unterstützte das Wiederaufbau-Projekt.
Beim Besuch der Zuckerfabrik durch eine Parlamentariergruppe wurde am 6. November 2007 ein Bombenattentat verübt, bei dem mindestens 75 Menschen ums Leben kamen. Darunter waren 60 Kinder und 6 Mitglieder des nationalen Parlaments, die alle dem zehnköpfigen Wirtschaftsausschuss angehörten. Einer der getöteten Parlamentarier war der bekannte Privatsektor-Repräsentant Hajji Muhammad Arif Zarif.
Am 15. April 2010 kam es zu einem weiteren Zwischenfall, bei dem gegen 14:30 Uhr Ortszeit eine gemeinsame Patrouille deutscher, belgischer und afghanischer Soldaten attackiert und vier Bundeswehrsoldaten getötet wurden.
Bei einem Selbstmordanschlag am 7. Oktober 2010 wurden ein Bundeswehrsoldat getötet und sechs weitere zum Teil schwer verletzt.

## Persönlichkeiten
- Fazalhaq Farooqi (* 2000), Cricketspieler
- Nangeyalia Kharote (* 2004), Cricketspieler